# Radio Kultur

Logo des Senders

Radio Kultur (anfangs *radio kultur, später RADIOkultur geschrieben) war ein öffentlich-rechtliches Hörfunkprogramm aus Berlin, das vorwiegend kulturelle Themen zum Inhalt hatte. Es bestand von 1997 bis 2003.

## Geschichte
Radio Kultur wurde am 3. Oktober 1997 als gemeinsames Programm von SFB und ORB gegründet. Die Federführung des Programms lag beim SFB. Einzelne Programmteile wie das traditionsreiche SFB-Feature wurden vom ehemaligen SFB 3 übernommen.
Die Positionierung des Senders wurde zum 1. Januar 2001 neu ausgerichtet.
Das Kulturradio von SFB und ORB als eine anspruchsvolle Radiowelle, ein Programm mit klarem Profil für alle, die Klassik lieben und an Kultur interessiert sind. RadioKultur sendet ab sofort im Rahmen der Senderfamilie als Spartenprogramm für Klassik und Kultur bei ungefähr ausgeglichenem Wort-Musik-Verhältnis. Durch das Wortprofil Kultur, durch die Musikfarbe Klassik und durch den Regionalbezug Berlin und die Hauptstadtregion prägte RadioKultur eine Wellenidentität aus. Die Philosophie des Spartenprogramms basierte auf der Ansprache eines bestimmten Publikumssegments. Der Programmablauf von RadioKultur orientierte sich am Nutzungsverhalten und an den Hörerwartungen.
Berliner Interpreten (Dirigenten, Orchester, Ensembles) und Berliner Schauspieler standen deutlich im Vordergrund. Einem Anliegen vieler Hörer Rechnung trug der Wiederholungstermin der morgendlichen Lesung (08:30 – 09:00 Uhr) von 19:30 – 20:00 Uhr.
Im Zuge der Zusammenlegung von SFB und ORB zu der Rundfunkanstalt RBB wurde der Sender Radio Kultur zum 30. November 2003 eingestellt.
Nachfolgesender von Radio Kultur ist Kulturradio, das am 1. Dezember 2003 seinen Sendebetrieb weitgehend auf den bisherigen Frequenzen von Radio Kultur und Radio 3, der gemeinsamen Klassik- und Kulturwelle von SFB, ORB und NDR, gestartet ist.

## Empfangsmöglichkeiten
UKW
RADIOkultur war auf folgenden UKW-Frequenzen zu empfangen:
- Berlin und im Havelland: 92,4 MHz
- Lausitz: 99,9 MHz
- Oderland: 102,0 MHz

Digitalradio
Flächendeckend in Berlin und Umgebung war das Programm auch über Digitalradio (DAB) auf der Frequenz 199,36 MHz, Kanal 8C zu empfangen.
Kabelnetz
In den Kabelnetzen erfolgte die Ausstrahlung auf nachfolgenden Frequenzen.
Berlin: 95,35 MHz
Potsdam: 98,45 MHz
Satellit
- ASTRA 1B, 19,2° Ost
- Transponder 30
- Empfangsfrequenz 11.656 GHz
- Unterträgerfrequenz 7,92 MHz
- Polarisation vertikal